# 貞観殿

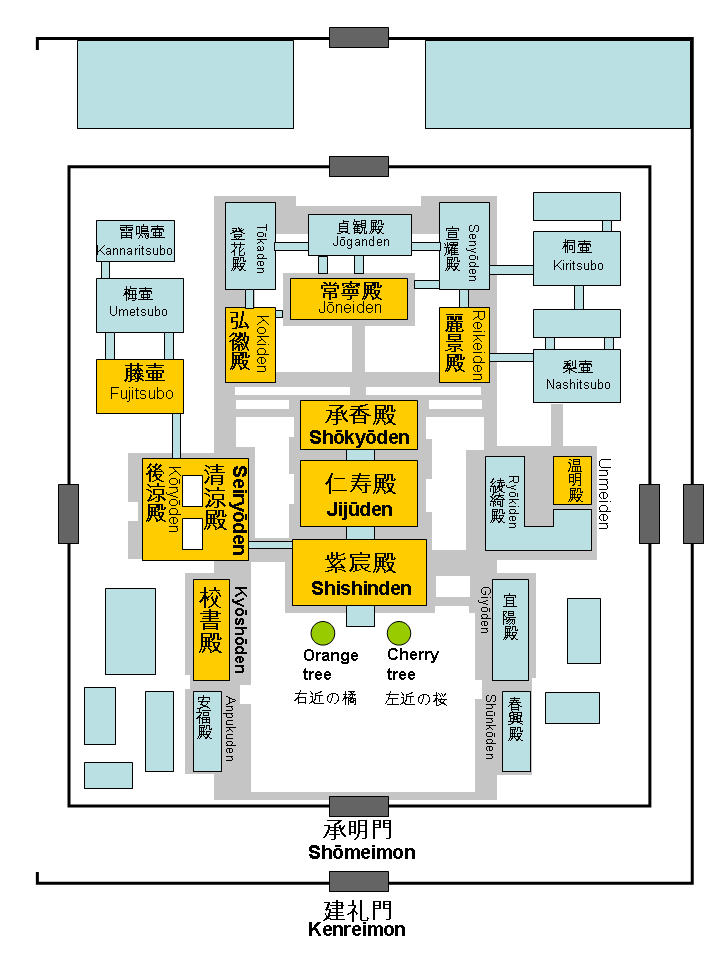
平安京内裏図

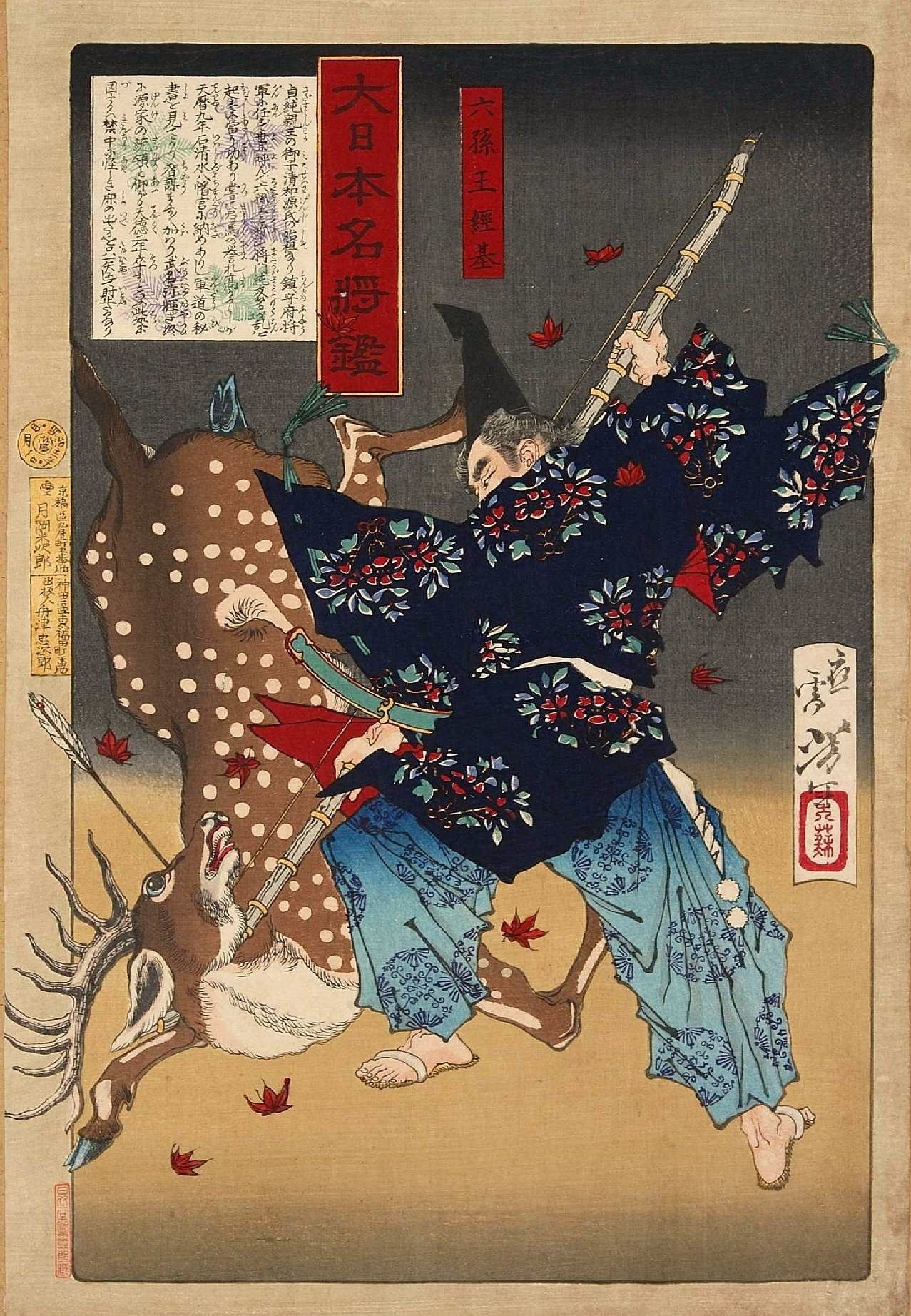
貞観殿に突然現れた怪しい鹿を射止める源経基。月岡芳年作

貞観殿（じょうがんでん）とは、平安御所の後宮の七殿五舎のうちの一つ。内裏の中央北辺に位置し、常寧殿の北。広さは7間4面であるとも、9間4面であるともいう。
別名を御匣殿（みくしげどの）と言い、天皇の装束等を裁縫する場所またはそこに属する女官を意味する。長官は別当。後に天皇の寝室にも奉仕するようになり、御匣殿別当を経て女御、中宮へ進んだ妃もあった。
貞観殿を賜っていたとして知られるのは、
- 村上天皇後宮・藤原登子（藤原師輔女）

北の廂の中央に高妻戸があり、檀と溝を隔てて玄輝門と対する。南の廂に簀子があり、その中央に渡殿があり、常寧殿の馬道に達する。南面の西の第一の間に渡殿があり、常寧殿の西の廂の北面に通じる。
東の廂の簀子の南の第一の間に渡殿と反橋があり、宣耀殿の額の間に達する。西の廂の簀子の南の第一の間に渡殿と反橋があり、登華殿の額の間に達する。貞観殿の北方の東西に瓦垣と片廂の廊があり、その北面の東西の端によって、ひとつの小戸がある。